# NGC 3942
NGC 3942 (również PGC 37099) – galaktyka spiralna (Sc), znajdująca się w gwiazdozbiorze Pucharu. Odkrył ją w 1886 roku Francis Leavenworth.